# Internazionali d'Italia 2024 - Qualificazioni singolare femminile
Le qualificazioni del singolare femminile degli Internazionali d'Italia 2024 sono state un torneo di tennis preliminare per accedere alla fase finale della manifestazione. Le vincitrici dell'ultimo turno sono entrate di diritto nel tabellone principale. In caso di ritiro di una o più giocatrici aventi diritto, a queste sono subentrate le lucky loser, ossia le giocatrici che avevano perso nell'ultimo turno ma che avevano una classifica più alta rispetto alle altre partecipanti che avevano comunque perso nel turno finale.

## Teste di serie
1. Jaqueline Cristian (ultimo turno, lucky loser)
2. Océane Dodin (ultimo turno lucky loser)
3. Viktorija Golubic (ultimo turno)
4. Bernarda Pera (qualificata)
5. Clara Tauson (qualificata)
6. Viktorija Tomova (ultimo turno)
7. María Carlé (qualificata)
8. Laura Siegemund (qualificata)
9. Nao Hibino (ritirata)
10. Harriet Dart (primo turno)
11. Rebeka Masarova (qualificata)
12. Bai Zhuoxuan (primo turno)

1. Varvara Gracheva (qualificata)
2. Jéssica Bouzas Maneiro (primo turno)
3. Julia Riera (ultimo turno)
4. Anna Bondar (ultimo turno)
5. Kamilla Rachimova (primo turno)
6. Marija Timofeeva (primo turno)
7. Ėrika Andreeva (primo turno)
8. Renata Zarazúa (qualificata)
9. Katie Volynets (qualificata)
10. Brenda Fruhvirtová (qualificata)
11. Alizé Cornet (ritirata)
12. Aljaksandra Sasnovič (qualificata)

## Qualificate
1. Varvara Gracheva
2. Brenda Fruhvirtová
3. Linda Fruhvirtová
4. Bernarda Pera
5. Clara Tauson
6. Renata Zarazúa

1. María Carlé
2. Laura Siegemund
3. Katie Volynets
4. Rebecca Šramková
5. Rebeka Masarova
6. Aljaksandra Sasnovič

### Lucky loser
1. Jaqueline Cristian

1. Océane Dodin

## Tabellone

### Legenda
| - Q = Qualificato - WC = Wild card - LL = Lucky loser | - ALT = Alternate - SE = Special Exempt - PR = Protected Ranking | - w/o = Walkover - r = Ritirato - d = Squalificato |

### Sezione 1
|  | Primo turno | Primo turno        | Primo turno      | Primo turno | Primo turno |  |  | Ultimo turno | Ultimo turno       | Ultimo turno | Ultimo turno | Ultimo turno |  |
|  |             |                    |                  |             |             |  |  |              |                    |              |              |              |  |
|  | 1           | Jaqueline Cristian | 4                | 7           | 6           |  |  |              |                    |              |              |              |  |
|  |             | Hailey Baptiste    | 6                | 5           | 3           |  |  | 1            | Jaqueline Cristian | 6            | 2            | 3            |  |
|  | WC          | Eleonora Alvisi    | Eleonora Alvisi  | 1           | 1           |  |  | 13           | Varvara Gracheva   | 3            | 6            | 6            |  |
|  | 13          | Varvara Gracheva   | Varvara Gracheva | 6           | 6           |  |  |              |                    |              |              |              |  |

### Sezione 2
|  | Primo turno | Primo turno        | Primo turno        | Primo turno | Primo turno |  |  | Ultimo turno | Ultimo turno       | Ultimo turno       | Ultimo turno | Ultimo turno |  |
|  |             |                    |                    |             |             |  |  |              |                    |                    |              |              |  |
|  | 2           | Océane Dodin       | 5                  | 6           | 6           |  |  |              |                    |                    |              |              |  |
|  |             | Dalma Galfi        | 7                  | 0           | 3           |  |  | 2            | Océane Dodin       | Océane Dodin       | 4            | 3            |  |
|  |             | Jule Niemeier      | Jule Niemeier      | 0           | 2           |  |  | 22           | Brenda Fruhvirtová | Brenda Fruhvirtová | 6            | 6            |  |
|  | 22          | Brenda Fruhvirtová | Brenda Fruhvirtová | 6           | 6           |  |  |              |                    |                    |              |              |  |

### Sezione 3
|  | Primo turno | Primo turno       | Primo turno       | Primo turno | Primo turno |  |  | Ultimo turno | Ultimo turno      | Ultimo turno      | Ultimo turno | Ultimo turno |  |
|  |             |                   |                   |             |             |  |  |              |                   |                   |              |              |  |
|  | 3           | Viktorija Golubic | 4                 | 6           | 6           |  |  |              |                   |                   |              |              |  |
|  | WC          | Silvia Ambrosio   | 6                 | 4           | 3           |  |  | 3            | Viktorija Golubic | Viktorija Golubic | 1            | 64           |  |
|  |             | Yuriko Miyazaki   | Yuriko Miyazaki   | 1           | 62          |  |  | Alt          | Linda Fruhvirtová | Linda Fruhvirtová | 6            | 7            |  |
|  | Alt         | Linda Fruhvirtová | Linda Fruhvirtová | 6           | 7           |  |  |              |                   |                   |              |              |  |

### Sezione 4
|  | Primo turno | Primo turno       | Primo turno    | Primo turno | Primo turno |  |  | Ultimo turno | Ultimo turno  | Ultimo turno | Ultimo turno | Ultimo turno |  |
|  |             |                   |                |             |             |  |  |              |               |              |              |              |  |
|  | 4           | Bernarda Pera     | Bernarda Pera  | 7           | 6           |  |  |              |               |              |              |              |  |
|  |             | Heather Watson    | Heather Watson | 60          | 3           |  |  | 4            | Bernarda Pera | 3            | 6            | 6            |  |
|  |             | Elizabeth Mandlik | 4              | 6           | 2           |  |  | 16           | Anna Bondar   | 6            | 4            | 2            |  |
|  | 16          | Anna Bondar       | 6              | 4           | 6           |  |  |              |               |              |              |              |  |

### Sezione 5
|  | Primo turno | Primo turno       | Primo turno       | Primo turno | Primo turno |  |  | Ultimo turno | Ultimo turno   | Ultimo turno   | Ultimo turno | Ultimo turno |  |
|  |             |                   |                   |             |             |  |  |              |                |                |              |              |  |
|  | 5           | Clara Tauson      | 6                 | 4           | 7           |  |  |              |                |                |              |              |  |
|  |             | Astra Sharma      | 4                 | 6           | 62          |  |  | 5            | Clara Tauson   | Clara Tauson   | 6            | 6            |  |
|  |             | Olga Danilović    | Olga Danilović    | 6           | 6           |  |  |              | Olga Danilović | Olga Danilović | 2            | 0            |  |
|  | 17          | Kamilla Rachimova | Kamilla Rachimova | 2           | 0           |  |  |              |                |                |              |              |  |

### Sezione 6
|  | Primo turno | Primo turno         | Primo turno         | Primo turno | Primo turno |  |  | Ultimo turno | Ultimo turno     | Ultimo turno | Ultimo turno | Ultimo turno |  |
|  |             |                     |                     |             |             |  |  |              |                  |              |              |              |  |
|  | 6           | Viktorija Tomova    | Viktorija Tomova    | 6           | 6           |  |  |              |                  |              |              |              |  |
|  | WC          | Anastasia Abbagnato | Anastasia Abbagnato | 3           | 1           |  |  | 6            | Viktorija Tomova | 4            | 6            | 65           |  |
|  |             | Nuria Párrizas Díaz | Nuria Párrizas Díaz | 3           | 3           |  |  | 20           | Renata Zarazúa   | 6            | 2            | 7            |  |
|  | 20          | Renata Zarazúa      | Renata Zarazúa      | 6           | 6           |  |  |              |                  |              |              |              |  |

### Sezione 7
|  | Primo turno | Primo turno      | Primo turno      | Primo turno | Primo turno |  |  | Ultimo turno | Ultimo turno   | Ultimo turno | Ultimo turno | Ultimo turno |  |
|  |             |                  |                  |             |             |  |  |              |                |              |              |              |  |
|  | 7           | María Carlé      | María Carlé      | 6           | 7           |  |  |              |                |              |              |              |  |
|  |             | Emiliana Arango  | Emiliana Arango  | 3           | 5           |  |  | 7            | María Carlé    | 4            | 6            | 6            |  |
|  |             | Taylah Preston   | Taylah Preston   | 6           | 6           |  |  |              | Taylah Preston | 6            | 4            | 1            |  |
|  | 18          | Marija Timofeeva | Marija Timofeeva | 4           | 2           |  |  |              |                |              |              |              |  |

### Sezione 8
|  | Primo turno | Primo turno     | Primo turno     | Primo turno | Primo turno |  |  | Ultimo turno | Ultimo turno    | Ultimo turno    | Ultimo turno | Ultimo turno |  |
|  |             |                 |                 |             |             |  |  |              |                 |                 |              |              |  |
|  | 8           | Laura Siegemund | Laura Siegemund | 6           | 6           |  |  |              |                 |                 |              |              |  |
|  | WC          | Beatrice Ricci  | Beatrice Ricci  | 3           | 3           |  |  | 8            | Laura Siegemund | Laura Siegemund | 6            | 6            |  |
|  |             | Sachia Vickery  | 1               | 1           | r           |  |  | 15           | Julia Riera     | Julia Riera     | 4            | 4            |  |
|  | 15          | Julia Riera     | 6               | 4           |             |  |  |              |                 |                 |              |              |  |

### Sezione 9
|  | Primo turno | Primo turno         | Primo turno         | Primo turno | Primo turno |  |  | Ultimo turno | Ultimo turno        | Ultimo turno | Ultimo turno | Ultimo turno |  |
|  |             |                     |                     |             |             |  |  |              |                     |              |              |              |  |
|  | Alt         | Fiona Ferro         | Fiona Ferro         | 3           | 5           |  |  |              |                     |              |              |              |  |
|  |             | Julija Starodubceva | Julija Starodubceva | 6           | 7           |  |  |              | Julija Starodubceva | 6            | 4            | 4            |  |
|  | WC          | Jennifer Ruggeri    | Jennifer Ruggeri    | 2           | 65          |  |  | 21           | Katie Volynets      | 4            | 6            | 6            |  |
|  | 21          | Katie Volynets      | Katie Volynets      | 6           | 7           |  |  |              |                     |              |              |              |  |

### Sezione 10
|  | Primo turno | Primo turno            | Primo turno      | Primo turno | Primo turno |  |  | Ultimo turno | Ultimo turno      | Ultimo turno      | Ultimo turno | Ultimo turno |  |
|  |             |                        |                  |             |             |  |  |              |                   |                   |              |              |  |
|  | 10          | Harriet Dart           | Harriet Dart     | 2           | 3           |  |  |              |                   |                   |              |              |  |
|  |             | Rebecca Šramková       | Rebecca Šramková | 6           | 6           |  |  |              | Rebecca Šramková  | Rebecca Šramková  | 6            | 6            |  |
|  |             | Darja Semeņistaja      | 4                | 6           | 7           |  |  |              | Darja Semeņistaja | Darja Semeņistaja | 3            | 4            |  |
|  | 14          | Jéssica Bouzas Maneiro | 6                | 0           | 5           |  |  |              |                   |                   |              |              |  |

### Sezione 11
|  | Primo turno | Primo turno     | Primo turno     | Primo turno | Primo turno |  |  | Ultimo turno | Ultimo turno    | Ultimo turno | Ultimo turno | Ultimo turno |  |
|  |             |                 |                 |             |             |  |  |              |                 |              |              |              |  |
|  | 11          | Rebeka Masarova | Rebeka Masarova | 6           | 7           |  |  |              |                 |              |              |              |  |
|  | WC          | Sofia Rocchetti | Sofia Rocchetti | 2           | 62          |  |  | 11           | Rebeka Masarova | 63           | 6            | 7            |  |
|  |             | Laura Pigossi   | Laura Pigossi   | 6           | 6           |  |  |              | Laura Pigossi   | 7            | 3            | 5            |  |
|  | 19          | Ėrika Andreeva  | Ėrika Andreeva  | 3           | 3           |  |  |              |                 |              |              |              |  |

### Sezione 12
|  | Primo turno | Primo turno          | Primo turno          | Primo turno | Primo turno |  |  | Ultimo turno | Ultimo turno         | Ultimo turno         | Ultimo turno | Ultimo turno |  |
|  |             |                      |                      |             |             |  |  |              |                      |                      |              |              |  |
|  | 12          | Bai Zhuoxuan         | 6                    | 5           | 2           |  |  |              |                      |                      |              |              |  |
|  | PR          | Aleksandra Krunić    | 2                    | 7           | 6           |  |  | PR           | Aleksandra Krunić    | Aleksandra Krunić    | 5            | 2            |  |
|  |             | Alycia Parks         | Alycia Parks         | 1           | 1           |  |  | 24           | Aljaksandra Sasnovič | Aljaksandra Sasnovič | 7            | 6            |  |
|  | 24          | Aljaksandra Sasnovič | Aljaksandra Sasnovič | 6           | 6           |  |  |              |                      |                      |              |              |  |